# Santuário da Divina Misericórdia (Vilnius)

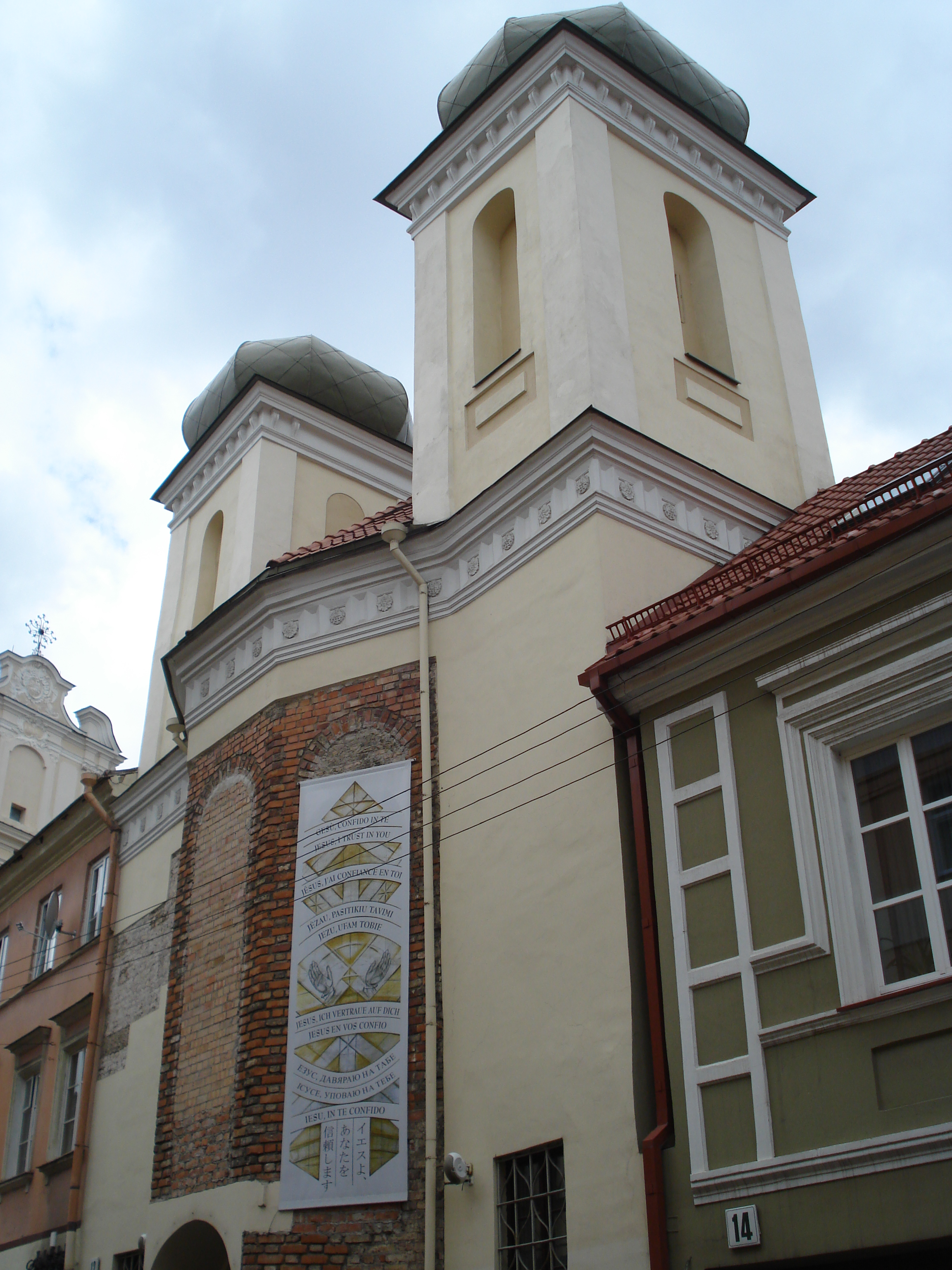
A fachada

O Santuário da Divina Misericórdia ou a Igreja da Santíssima Trindade em Vilnius (em lituano:  Vilniaus Dievo Gailestingumo šventovė) é um santuário dedicado à Divina Misericórdia, devoção originada por Santa Faustina Kowalska.

## História
No local da atual igreja (Dominikonų St. 12), uma igreja gótica de nave única foi construída no século XV e chamada de Igreja da Santíssima Trindade. Foi reconstruída após os incêndios de 1748 e 1749: um novo presbitério e duas torres foram construídas, e no lugar de uma abside gótica foi erguido um novo portal. A igreja pertencia à universidade; um de seus reitores foi o reitor da universidade, o astrônomo jesuíta Marcin Odlanicki Poczobutt. As autoridades czaristas a converteram em uma igreja ortodoxa russa em 1821, mas em 1920 ela foi devolvida aos católicos. Na época soviética, a igreja foi abandonada. No Domingo da Divina Misericórdia, 18 de abril de 2004, sob os cuidados do Cardeal Audrys Bačkis, a igreja foi restaurada, abençoada e recebeu o título de Santuário da Divina Misericórdia. A igreja foi adaptada para a exibição da Imagem original de Jesus Misericordioso, pintada de acordo com a visão de Santa Faustina Kowalska pelo artista Eugeniusz Kazimirowski em 1934. O Santuário também é decorado com duas esgrafitos feitas por Nijole Vilutytė: a Virgem da Misericórdia do Portão de Dawn e a oração Jesus, eu confio em Vós em onze línguas.

## Imagem da Divina Misericórdia
Em sua pintura, Eugeniusz Kazimirowski retratou Jesus da maneira como a irmã Faustina O via em suas visões. Sua mão direita erguida para abençoar e dois raios (simbolizando vida e perdão) saindo de Seu Coração. Após a conclusão da Imagem de Jesus Misericordioso, em junho de 1934, ela foi mantida no corredor do convento das Irmãs Bernardinas, ao lado da Igreja de São Miguel, onde o beato Michał Sopoćko era reitor. Jesus, em uma das visões de Santa Faustina, expressou a ela Seu desejo de que a imagem fosse colocada em um lugar de honra, acima do altar-mor da igreja. Apropriadamente, o primeiro lugar onde a Imagem de Jesus Misericordioso foi venerada publicamente foi na Capela de Nossa Senhora das Mercês, o Portão da Aurora. Em abril de 1935, durante três dias que antecederam o primeiro domingo após a Páscoa, a imagem foi homenageada por uma multidão de fiéis. Esta ocasião também marcou o encerramento do Ano Jubilar da Redenção do Mundo, visto que se passaram mil e novecentos anos desde a Paixão, morte e Ressurreição de Jesus. Em 1937, no primeiro domingo após a Páscoa - agora Domingo da Divina Misericórdia - a imagem foi pendurada na Igreja de São Miguel, em Vilnius, junto ao altar-mor.